# Pentalogie de Cantrell
 Mise en garde médicale
La pentalogie de Cantrell (ou syndrome thoraco-abdominal) est un syndrome rare qui provoque des malformations impliquant le diaphragme, la paroi abdominale, le péricarde, le cœur et la partie inférieure du sternum.
Le syndrome a été caractérisé en 1958.

## Caractéristiques
Le syndrome est plus précisément lié à cinq constatations caractéristiques :
- omphalocèle ;
- hernie diaphragmatique antérieure ;
- fente sternale ;
- déplacement du cœur (ectopie) ;
- défaut intracardiaque (soit un défaut septal ventriculaire, soit un diverticule du ventricule gauche).

Certaines formes sont d'origine génétique.

## Cas célèbres
Selon une étude publiée dans The Lancet en juin 2010, sainte Rose de Viterbe, « sainte patronne des peuples en exil » serait décédée entre 18 et 19 ans de cette maladie. Des études précédentes de sa momie avaient imputé son décès (1251) à la tuberculose. Mais des analyses d'éléments de tissu des poumons ont infirmé cette hypothèse. Une radiographie du cœur a en revanche révélé « un défaut structurel dans le ventricule gauche » caractéristique de pentalogie de Cantrell. Une thrombose cardiaque consécutive à ce défaut est « la cause la plus probable de la mort » selon les chercheurs. Le diagnostic a toutefois été contesté en septembre 2010 par un chercheur français, selon qui rien ne prouve que le défaut structurel soit bien anté-mortem.